# Rắn lục đồng cỏ Kavkaz
Rắn lục đồng cỏ Kavkaz, tên khoa học Vipera lotievi, là một loài rắn trong họ Rắn lục. Loài này được Nilson Tuniyev, Orlov, Hoggren & Andren miêu tả khoa học đầu tiên năm 1995.